# Любань (озеро)
Лю́бань (бел. Лю́бань) — крупнейшее озеро в Кобринском районе Брестской области Беларуси. Расположено в бассейне реки Мухавец в 3 км на северо-восток от села Дивин.
Площадь водосбора составляет 143 км². Водосбор — плоская заболоченная равнина. Длина озера — 2,19 км, максимальная ширина — 1,44 км. Площадь поверхности — 1,96 км².
В озеро впадает река Литковка (бел. Літкава) и канал.
На юге каналом Казацкий озеро связано через систему каналов с Днепровско-Бугским каналом.
На восточном берегу озера расположены археологические памятники: поселение бронзового века и стоянки эпохи мезолита и неолита.